# Косовка (приток Чуны)
Косовка — река в Абанском и Богучанском районах Красноярском крае России.
Высота устья — 132 м над уровнем моря. Высота истока — 360 м над уровнем моря.

## География
Длина — 27 километров. Вытекает из нескольких пересыхающих ручьёв на севере Абанского района. Она течёт на север в меридиональном направлении, среднее течение заболочено. Впадает в реку Уду (Чуну) в 78 км от её устья по левому берегу, чуть выше по течению Косого порога. Имеет 9 небольших притоков по левому берегу и 9 по правому.

## Данные водного реестра
По данным государственного водного реестра России относится к Ангаро-Байкальскому бассейновому округу, речной бассейн реки — Ангара, речной подбассейн реки — Тасеева, водохозяйственный участок реки — Чуна (Уда).
Код объекта в государственном водном реестре — 16010200112116200031129.